# Pilea fruticosa
Pilea fruticosa är en nässelväxtart som beskrevs av Hook. f. Pilea fruticosa ingår i släktet pileor, och familjen nässelväxter. Inga underarter finns listade i Catalogue of Life.